# Liriomyza virgula
Liriomyza virgula este o specie de muște din genul Liriomyza, familia Agromyzidae, descrisă de Frey în anul 1946.
Este endemică în Finlanda. Conform Catalogue of Life specia Liriomyza virgula nu are subspecii cunoscute.